# Teruhiro Kikuichi
Teruhiro Kikuichi (Japans: 菊一　旭大, Kikuichi Teruhiro) (Nara, 1986) is een Japanse componist, muziekpedagoog, dirigent en hoboïst.

## Levensloop
Kikuichi leerde als kleine jongen het piano en de orgel te bespelen. Later kreeg hij hoboles en speelde vervolgens in het harmonieorkest van zijn middelbare school mee. Hij studeerde aan het Osaka College of Music, Toyonaka bij onder anderen Toshihito Takahashi en Katou Kanji. Hij werkt als muziekleraar aan openbare scholen en als dirigent en artistiek adviseur van het Kishiwada harmonieorkest. Daarnaast is hij freelance componist en schrijft vooral werken voor harmonieorkest en blazersensembles.

## Composities

### Werken voor harmonieorkest
- 2004: - Yami - Seeking a mysterious Light from Darkness
- 2006: - Hello!, voor harmonieorkest
- 2007: - Miyabi-revives "Manyoh No Mai", voor harmonieorkest
- 2007: - Image - A Distance of the Horizon, voor harmonieorkest
- 2008: - A way to the Hope, voor harmonieorkest
- 2009: - Landscape with Stormy Sea, voor harmonieorkest
- 2009: - Triangle Fanfare, voor harmonieorkest
- 2009: - Wish to the Peace, voor harmonieorkest
- 2010: - The Violet Fanfare, voor harmonieorkest
- 2010: - Triangle - "New Step Overture", voor harmonieorkest
- 2011: - With the Feeling..., voor harmonieorkest[1]

### Kamermuziek
- 2006: - Fanfare voor het Bari tubaensemble, voor tubaensemble
- 2008: - A way to the Hope, voor koperseptet
- 2008: - Yuhi - Toward a new Journey, voor tromboneensemble
- 2008: - The time of Prayer, voor koperkwintet